# رابطة الخطوط الجوية الإفريقية
رابطة الخطوط الجوية الأفريقية ( بالفرنسية : Association Aérienne Africaine ) ، والمعروفة أيضًا باسم رابطة شركات الطيران الأفريقية ( بالفرنسية : Association des Compagnies Aériennes Africaines ) ومختصرها (AFRAA) ، هي رابطة تجارية لشركات طيران تنحدر من إفريقيا . تأسست في أكرا ، غانا عام 1968 ، ومقرها اليوم في نيروبي ، كينيا ، والغرض الأساسي منها هو إقامة وتسهيل التعاون بين شركات الطيران الأفريقية .
كان تشكيل اتحاد الخطوط الجوية الأفريقية نتيجة للتطورات التاريخية والضرورات الاقتصادية. في أوائل الستينيات، انضم عدد كبير من الدول الأفريقية إلى الاستقلال وأنشأ خطوط طيران وطنية خاصة به. أصبحت معظم هذه الخطوط الجوية أعضاء في اتحاد النقل الجوي الدولي .
بدأت العمل على مبادئها في عام 1963 ، عندما بدأ عدد من شركات الطيران الأفريقية، مع اغتنام الفرصة التي يوفرها الاجتماع العام السنوي للرابطة الدولية للنقل الجوي (AGM) ، في عقد اجتماعات تشاورية قبل اجتماعات ( AGM ) التابعة لـ ( إياتا ) المنظمة الدولية للنل الجوي لمناقشة المسائل التي تهم شركات الطيران الأفريقية وتبني مواقف مشتركة . كانت هذه هي الخطوة الأولى نحو إنشاء AFRAA. من تلك الخطوة الأولى في روما عام 1963 ، تم إنشاء منظمة إقليمية في عام 1968 في أكرا، من أجل صياغة وجهات النظر الإقليمية وتعزيز التعاون من قبل 14 من الأعضاء المؤسسين.

## روابط خارجية
- موقع عفراء الرسمي
- أخبار AFRAA من وكالة أنباء عموم أفريقيا
- باللغة الفرنسية أخبار AFRAA من وكالة أنباء عموم أفريقيا